# Keith Lucas
Keith Lucas (8 maart 1879 - 5 oktober 1916) was een Brits wetenschapper die werkte aan het Trinity College van de Universiteit van Cambridge op het gebied van de neurowetenschap.
Lucas was als kapitein van het Royal Flying Corps betrokken bij experimenteel onderzoek naar luchtvaartnavigatie en vroege vliegtuigkompassen op het Hampshire Aircraft Park van het Royal Aircraft Establishment. In 1913 werd hij verkozen tot Fellow of the Royal Society. Lucas stierf tijdens de Eerste Wereldoorlog, toen zijn vliegtuig boven Salisbury Plain (Wiltshire) botste met een ander toestel. Hij wordt jaarlijks herdacht tijdens de oorlogsherdenking in Fen Ditton (Cambridgeshire).

## Privéleven
Lucas kwam ter wereld als de zoon van Francis Robert Lucas en K. Lucas. Hij was getrouwd met Alys Keith Lucas. Lucas werd begraven op het Aldershot Military Cemetery in Hampshire. 